# 1242 Замбезія
1242 Замбезія (1242 Zambesia) — астероїд головного поясу, відкритий 28 квітня 1932 року.
Тіссеранів параметр щодо Юпітера — 3,304.